# 小佐野広
小佐野 広（おさの ひろし、1955年8月30日 - ）は、日本の経済学者。2020年4月より甲南大学経済学部経済学科特任教授。京都大学名誉教授。専門はコーポレート・ファイナンス。

## 略歴
大阪府出身。大阪府立北野高等学校卒、1978年京都大学経済学部卒、1982年大阪大学大学院経済学研究科博士後期課程中退、1991年「契約経済における賃金・雇用変動」で阪大経済学博士。1982年滋賀大学経済学部助手、1984年講師、1986年助教授、1990年大阪大学教養部助教授、1994年同国際公共政策研究科助教授、1996年京都大学経済研究所助教授、1997年教授となる。2020年4月より甲南大学経済学部経済学科特任教授。
2002年『コーポレート・ガバナンスの経済学』で日経・経済図書文化賞受賞。

## 著書
- 『コーポレート・ガバナンスの経済学 金融契約理論からみた企業論』日本経済新聞社 2001
- 『コーポレート・ガバナンスと人的資本 雇用関係からみた企業戦略』日本経済新聞社 2005

### 共編著
- 『現代の金融と政策』本多佑三共編著 日本評論社 郵政研究所研究叢書 2000
- 『インセンティブ設計の経済学 契約理論の応用分析』伊藤秀史共編著 勁草書房 2003

## 論文
- CiNii>小佐野広